# ساپاهار
ساپاهار (به لاتین: Sapahar) یک منطقهٔ مسکونی در بنگلادش است که در ناحیه نوگان واقع شده‌است. ساپاهار ۲۴۴٫۴۹ کیلومتر مربع مساحت و ۱۶۱٬۷۹۱ نفر جمعیت دارد.